# Pseudagolius bicolor
Pseudagolius bicolor är en skalbaggsart som beskrevs av Thomas Say 1823. Pseudagolius bicolor ingår i släktet Pseudagolius och familjen Aphodiidae. Inga underarter finns listade i Catalogue of Life.